# Cantonul Apt
Cantonul Apt este un canton din arondismentul Apt, departamentul Vaucluse, regiunea Provence-Alpes-Côte d'Azur, Franța.

## Comune
- Apt : 11 172 locuitori (reședință)
- Auribeau : 59 locuitori
- Caseneuve : 355 locuitori
- Castellet : 106 locuitori
- Gargas : 2 928 locuitori
- Gignac : 48 locuitori
- Lagarde-d'Apt : 26 locuitori
- Rustrel : 614 locuitori
- Saignon : 994 locuitori
- Saint-Martin-de-Castillon : 563 locuitori
- Saint-Saturnin-lès-Apt : 2 341 locuitori
- Viens : 491 locuitori
- Villars : 686 locuitori